# Нерон Цезар
Нерон Юлий Цезар Германик (на латински: Nero Iulius Caesar Germanicus) е най-възрастният син на Германик и Агрипина Старша, по-голям брат на император Калигула, най-големият приемен син на император Тиберий, женен за негова внучка и един от вероятните наследници на властта му.

## Произход
Нерон е роден през 6 г. в семейството на Германик и Агрипина Старша.
Неговият баща е син на Друз Старши, внук на Ливия Друзила, жената на Октавиан Август от неговия първи брак. По мъжка линия принадлежи на патрицианския род на Клавдиите.
Негова майка е дъщеря на Марк Випсаний Агрипа (зет на Октавиан Август) от дъщерята на императора – Юлия Старша.

## Живот
През 17 г. на 11-годишна възраст взема участие в триумфа по повод победата на Германик над херуските. След заминаването на родителите му на изток той остава в Рим, където през 20 г. среща Агрипина, която се връща с праха на Германик.
През същата година се жени за своята братовчедка Юлия Ливия, внучка на Тиберий, дъщеря на единствения му син Друз Младши и Ливила. Получава разрешение от Сената да заема магистратски длъжности 5 години преди да има ценз.
През 23 г. след смъртта на Тиберий заедно с брат си Друз е въведен от императора в Сената. Това дава повод да се говори за братята като вероятни наследници. В Сената Нерон изнася похвална реч в чест на своя тъст. По-късно изказва благодарност за разрешението на Сената за строителство на храм в чест на Тиберий, Ливия и Сената.
През 24 г. сенаторите оказват на братята Нерон и Друз такива почести, като на принцепси в Сената. Това решение ядосва Тиберий и той се изказва в Сената в обвинителна реч, казвайки, че такава чест подобава само на зрели и заслужили хора.
През 26 г. Нерон заема длъжността квестор.
Нерон бърка замислите на Сеян, като е сериозно препятствие в неговите честолюбиви схеми. Освен това младият наследник на Тиберий всячески поддържа своята майка Агрипина, заставаща срещу Сеян. Нерон е обкръжен от хора, които системно го провокират към дръзки и необислени думи и постъпки. Против Нерон свидетелстват и негови близки – Друз, виждащ в негово лице съперник и неговата жена, Юлия, настройвана от майка си Ливила.
През 29 г. Тиберий пряко обвинява Нерон в разврат, а Агрипина – в надменност. Сенатът се затруднява да вземе решение относно членовете на семейството на прицепса, но в Рим започват масови брожения сред народа в поддръжка на обвиняемите. Изплашени, сенаторите обявяват Агрипина и Нерон във врагове на държавата. Нерон е изпратен в изгнание на остров Пандатерия и там умира през 31 г. Според една от версиите извършва убийство, изпреварвайки изпратения му палач, а според друга – умира от глад. Тялото му е оставено без да бъде погребано.
През 37 г. Калигула става император и пренася праха му в Рим, където го погребва в Мавзолея на Август.